# Tomás Lipovsek Puches
Tomás Lipovsek Puches nacido el 17 de abril de 1993, es un tenista profesional argentino de origen esloveno.

## Carrera
Su mejor ranking individual es el N.º 250 alcanzado el 25 de abril de 2016, mientras que en dobles logró la posición 331 el 20 de marzo de 2017.
Ha obtenido hasta el momento 1 título en la categoría ATP Challenger Tour en la modalidad de dobles, así como también ha ganado varios títulos Futures tanto en individuales como en dobles.

## Títulos; 1 (0 + 1)
| Leyenda                     | Individuales | Dobles |
| --------------------------- | ------------ | ------ |
| Grand Slam                  | 0            | 0      |
| ATP World Tour Finals       | 0            | 0      |
| ATP World Tour Másters 1000 | 0            | 0      |
| ATP World Tour 500 Series   | 0            | 0      |
| ATP World Tour 250 Series   | 0            | 0      |
| ATP Challenger Series       | 0            | 1      |

### Dobles
| No. | Fecha      | Torneo                 | Superficie    | Pareja         | Rival                         | Resultado |
| --- | ---------- | ---------------------- | ------------- | -------------- | ----------------------------- | --------- |
| 1.  | 08.10.2016 | Challenger de Campinas | Tierra batida | Federico Coria | Sergio Galdós Máximo González | 7-5 6-2   |